# Johanna Wagrell
Johanna Wagrell, tidigare Hurtig Wagrell, född 20 april 1983, är en svensk komiker, poddradioprofil och författare.
Wagrell är utbildad civilingenjör och jobbade många år inom läkemedelsindustrin men trivdes inte utan bestämde sig för att pröva lyckan i nöjesbranschen. Hon började med ståuppkomik och 2014 vann hon tävlingen Amelia Comedy Queen. Det blev startskottet för hennes stand-upkarriär och hon har sedan dess etablerat sig på den svenska ståuppscenen både på klubbar och med shower som Känd från podcast (med Albin Olsson, Elinor Svensson och Johan Hurtig Wagrell) 2017 och den egna turnén Smart 2024.
Hon driver tillsammans med Albin Olsson och Nisse Hallberg poddradioprogrammet Kafferepet där de varje vecka läser upp inskickade historier från lyssnare. Tillsammans med Elinor Svensson har hon podden Vad blir det för mord, som är ett humoristiskt true crime-program.
2024 släppte hon sin debutroman Fasad och 2025 släppte hon boken Skuld, båda skrivna tillsammans med sin före detta make, Johan Hurtig Wagrell. Det är de två första delarna i en planerad trilogiserie kallad Fiktion. 